# NGC 3898
NGC 3898 é uma galáxia espiral (Sab) localizada na direcção da constelação de Ursa Major. Possui uma declinação de +56° 05' 05" e uma ascensão recta de 11 horas, 49 minutos e 15,3 segundos.
A galáxia NGC 3898 foi descoberta em 14 de Abril de 1789 por William Herschel.